# Ledermanniella bosii
Espèce
Statut de conservation UICN

 EN B2ab(iii) : En danger
Ledermanniella bosii est une espèce de plantes à fleurs du genre Ledermanniella et de la famille des Podostemaceae selon la classification phylogénétique.

## Description
Ledermanniella bosii est une plante endémique du Cameroun. La plante est connue dans deux localités (Campo et chutes de la Lobé). En raison de son écologie et de son habitat très spécialisé (cascades et rapides), la zone de présence de cette espèce est faible et ses populations très fragmentées. La zone de présence est estimé à environ 2 km2. En outre, on observe une baisse continue de la qualité de son habitat dans un site très touristique (chutes de la Lobé). Habitat également menacé par la construction de barrages, il est classé comme en voie d'extinction en vertu des critères B2ab (iii).